# Moncofa
Moncofa är en kommun i Spanien.   Den ligger i provinsen Província de Castelló och regionen Valencia, i den östra delen av landet, 300 km öster om huvudstaden Madrid. Moncófar ligger 9 meter över havet och antalet invånare är 4 930.
Terrängen runt Moncófar är platt österut, men åt nordväst är den kuperad. Havet är nära Moncófar åt sydost.  Närmaste större samhälle är Burriana, 10,3 km nordost om Moncófar. 